# 예지초등학교
예지초등학교는 대한민국 전라북도 고창군 고수면 인성로 71-4 (인성리)에 있었던 초등학교이다.

## 연혁
- 1957년 4월 20일 고수국민학교 예지분교장 개교
- 1963년 3월 1일 예지국민학교 승격
- 1964년 2월 17일 제1회 졸업식(44명)
- 1985년 3월 2일 병설유치원 개원
- 1996년 3월 1일 예지초등학교 명칭 변경
- 2000년 2월 15일 제37회 졸업식(8명)
- 2000년 3월 1일 폐교(고수초등학교로 통폐합)